# ماريا أنونزيتا النمساوية
أرشيدوقة ماريا أنونزيتا من النمسا (بالألمانية: Maria Annunziata von Österreich)‏ (و. 1876 – 1961 م) هي راهبة نمساوية، توفيت في فادوتس، عن عمر يناهز 85 عاماً.

## مناصب
تولت منصب Abbess ‏.

## جوائز
حصلت على جوائز منها:
- Order of Queen Maria Luisa [الإنجليزية]‏
- Order of the Starry Cross [الإنجليزية]‏.